# ウェアFC
ウェア・フットボールクラブ（Ware Football Club）は、イングランド西部、ハートフォードシャー、イースト・ハードフォードシャー区内ウェアを本拠地とするサッカークラブチームである。2008-2009シーズンはイスミアンリーグ・ディヴィジョン1・ノース（8部相当）に所属。

## タイトル

### 国内タイトル
- ハーツ・カウンティリーグ・イースタンディヴィジョン:2回

1908-1909,1912-1913
- ハーツ・カウンティリーグ・セントラルディヴィジョン:1回

1909-1910
- ハーツ・カウンティリーグ・ノース＆イースタンディヴィジョン:1回

1921-1922
- イスミアンリーグ・ディヴィジョン2:1回

2005-2006

### 国際タイトル
- なし